# 韦成栋
韦成栋（1928年—2009年），曾用名韦东，男，壮族，广西人，中华人民共和国政治人物，曾任中共广西壮族自治区纪委书记。